# Dicaeum quadricolor
El picaflores de Cebú (Dicaeum quadricolor) es una especie de ave paseriforme de la familia Dicaeidae. Es endémica de la isla de Cebú, en las Filipinas.

## Conservación
Es un ave en peligro crítico de extinción. Se temía extinta a comienzos del siglo XX después de la tala de la mayor parte de los bosques de la isla, pero fue redescubierto en 1992 en una pequeña porción de bosque de piedra caliza, en el paisaje protegido de Cebú central, y desde entonces ha sido encontrado en otros tres sitios, en el bosque Nug-as de Alcoy, el monte Lantoy de Argao y los bosques de Dalaguete. La población actual se estima entre 85 y 105 ejemplares.